# الحيفة (الشعر)

تعديل مصدري - تعديل

الحيفة هي إحدى قرى عزلة الأ ملؤك بمديرية الشعر التابعة لمحافظة إب، بلغ تعداد سكانها 158 نسمة حسب تعداد اليمن لعام 2004.